# Jean-Louis Tauran
Jean-Louis Pierre Tauran (Bordeaux, 5 april 1943 – Hartford, 5 juli 2018) was een Frans geestelijke en een kardinaal van de Rooms-Katholieke Kerk.
Jean-Louis Tauran studeerde aan de Pontificia Università Gregoriana, aan de Pontificia Ecclesiastica Academia te Rome en aan het Institut Catholique de Toulouse. Hij werd priester gewijd door aartsbisschop Marius Maziers op 20 september 1969. Hij werkte aanvankelijk als curator op het aartsbisdom van Bordeaux alvorens in dienst te treden van de diplomatieke dienst van het Vaticaan.
Op 1 december 1990 werd Tauran benoemd tot titulair aartsbisschop van Thelepte. Zijn bisschopswijding vond plaats op 6 januari 1991. Van 1990 tot 2003 leidde Tauran de sectie van het staatssecretariaat dat de relaties met de andere staten behartigt, een functie die enigszins te vergelijken is met de functie van een minister van Buitenlandse Zaken.
Tauran werd tijdens het consistorie van 21 oktober 2003 kardinaal gecreëerd. Hij kreeg de rang van kardinaal-diaken. Zijn titeldiakonie werd de Sant'Apollinare alle Terme Neroniane-Alessandrine. Hij nam deel aan de conclaven van 2005 en 2013.
Op 24 november 2003 werd Tauran benoemd tot bibliothecaris van de Vaticaanse Bibliotheek en tot archivaris van het Vaticaans Geheim Archief. Op 1 december 2007 volgde zijn benoeming tot  president van de Pauselijke Raad voor de Interreligieuze Dialoog.
Van 2011 tot 2014 was Tauran kardinaal-protodiaken. In die hoedanigheid mocht hij op 13 maart 2013 na afloop van het conclaaf op de buitenloggia van de Sint-Pietersbasiliek te Rome bekendmaken dat Jorge Mario kardinaal Bergoglio gekozen was als paus en de naam Franciscus zou gaan voeren.
Op 12 juni 2014 werd Tauran bevorderd tot kardinaal-priester. Zijn titeldiakonie werd pro hac vice zijn titelkerk.
Op 20 december 2014 werd Tauran tevens benoemd tot camerlengo van de Rooms-Katholieke Kerk, een functie die hij tot zijn overlijden uitoefende.
Tauran had de ziekte van Parkinson, waardoor hij leed aan opvallende bewegingsstoornissen.
Hij overleed op 75-jarige leeftijd.
- Bibliothèque nationale de France: cb170466409 (data)
- Gemeinsame Normdatei: 1047274000
- International Standard Name Identifier: 0000 0001 2141 8340
- Library of Congress Control Number: n90659283
- Nationale Bibliotheek van Tsjechië: mzk2007408486
- Nationale en Universitaire bibliotheek Zagreb: 000232666
- Nederlandse Thesaurus van Auteursnamen: 244746818
- Istituto Centrale per il Catalogo Unico: TSAV006992
- Système universitaire de documentation: 073332755
- Virtual International Authority File: 84717150
- WorldCat: E39PBJB4fKBhYWVQcTYHDKqJDq